# Ото II фон Хорстмар-Ахауз-Отенщайн
Ото II фон Хорстмар-Ахауз-Отенщайн (на немски: Otto II von Horstmar-Ahaus-Ottenstein; * ок. 1276; † между 23 април 1323 и 4 февруари 1324? и 9 май 1325) е граф на Ахауз и Отенщайн в Северен Рейн-Вестфалия, на служба при епископа на Мюнстер и бургграф на Нинборг в Текленбург и рицар.

## Биография
Той е вторият син на Бернхард фон Хорстмар-Ахауз († сл. 5 юли 1308) и съпругата му София фон Лон († 24 юни 1291), дъщеря на граф Херман I фон Лон († 1251/1252) и Еуфемия фон Коеверден († сл. 1250). Внук е на Ото фон Хорстмар († сл. 1255) и Аделхайд фон Ахауз († сл. 1278). Брат е на Йохан фон Ахауз, господар на Ахауз († сл. 1323) и Юта ван Ахауз († 1303), омъжена пр. 12 февруари 1275 г. за Херман IV ван Мюнстер, господар на Брокхоф († 1297).
Ото започва служба при граф Ото III фон Ритберг, който до 1306 г. е епископ на Мюнстер. През 1308 г. той е като дросте на служба при графа на Текленбург. От 1310 г. Ото е бургман на епископския замък Нинборг и след три години е епископски амтман в емсландския Ландеге.
През 1316 г. Ото и по-големия му брат Йохан наследяват равни части на господството Лон. Той продава своята част и така построява от 1318 до 1319 г. наречения на него замък Отенщайн на около 6 km от Ахауз. През 1320 г. започва да се нарича Ото господар на Отенщайн.
Ото си създава малкото господство Отенщайн, само на няколко километра западно от резиденцията на брат му Йохан. След 1320 г. той се сближава с епископа на Утрехт, който през 1321 г. му дава имение в Еншеде.
Ото II подарява замък Отенщайн до Ахауз на дъщеря си София, който 1324 г. става резиденция на нейната фамилия Золмс-Браунфелс. През 1408 г. епископството Мюнстер взима замъка.
Ото е погребан в катедралата „Св. Павел“ в Мюнстер близо до олтара „Св. Стефан“ до братовчед му Викболд фон Лон († 19 юли 1312), който бил там каноник.

## Деца
Ото II фон Хорстмар-Ахауз се жени за Магарета фон Гьор († сл. 1333). Те имат три дъщери.
- София фон Хорстмар-Ахауз-Отенщайн († между 27 септември 1353 – 31 януари 1358), наследничка на Отенщайн, омъжена пр. 8 май 1325 г. за граф Хайнрих I (V) фон Золмс-Отенщайн († 1352/1353)
- Маргарета фон Хорстмар-Ахауз († сл. 1333), омъжена между 1318/1319 г. за Йохан фон Лимбург-Щирум († 1364)
- Гостина (Гостие) фон Хорстмар-Ахауз (* ок. 1302, Отенщайн; † 7 октомври 1347), омъжена за граф Бернхард I фон Золмс-Браунфелс († 1347/ 1349), брат на Хайнрих I (V) фон Золмс-Отенщайн